# Danh sách trò chơi của Capcom: 0–D
Đây là danh sách các trò chơi điện tử của Capcom được sắp xếp theo thứ tự bảng chữ cái theo tên. Danh sách này cũng có thể bao gồm các phiên bản chuyển thể được phát triển và xuất bản bởi các công ty khác theo giấy phép của Capcom.
| Tựa                                                 | Hệ máy                              | Ngày phát hành           | Nhà phát triển                  | JP     | NA     | EU     | AUS    | Tham khảo     |
| --------------------------------------------------- | ----------------------------------- | ------------------------ | ------------------------------- | ------ | ------ | ------ | ------ | ------------- |
| 1941: Counter Attack                                | Arcade                              | tháng 2 năm 1990         | Capcom                          | Có     | Có     | Có     | Có     | [ 1 ]         |
| 1942                                                | Arcade                              | tháng 12 năm 1984        | Capcom                          | Có     | Có     | Có     | Có     | [ 2 ]         |
| 1942                                                | Commodore 64                        |                          | Elite Systems                   | Có     | Có     | Có     | Có     | [ 2 ]         |
| 1942                                                | Nintendo Entertainment System       | 12 tháng 11 năm 1985     | Micronics                       | Có     |        |        |        | [ 2 ]         |
| 1942                                                | ZX Spectrum                         |                          | Syrox                           | Có     | Có     | Có     | Có     | [ 2 ]         |
| 1942                                                | MSX                                 | 1986                     |                                 | Có     | Có     | Có     | Có     | [ 2 ]         |
| 1942: First Strike                                  | iOS                                 | 1 tháng 7 năm 2010       | Beeline Interactive Europe Ltd  | Có     | Có     | Có     | Có     | [ 3 ]         |
| 1942: Joint Strike                                  | PlayStation Network                 | 24 tháng 7 năm 2008      | Backbone Entertainment          | Có     | Có     | Có     | Có     | [ 4 ]         |
| 1942: Joint Strike                                  | Xbox Live Marketplace               | 23 tháng 7 năm 2008      | Backbone Entertainment          | Có     | Có     | Có     | Có     | [ 4 ]         |
| 1943: The Battle of Midway                          | Amiga                               |                          | Probe Entertainment             | Có     | Có     | Có     | Có     | [ 5 ]         |
| 1943: The Battle of Midway                          | Atari ST                            |                          | Probe Entertainment             | Có     | Có     | Có     | Có     | [ 5 ]         |
| 1943: The Battle of Midway                          | Arcade                              | tháng 6 năm 1987         | Capcom                          | Có     | Có     | Có     | Có     | [ 5 ]         |
| 1943: The Battle of Midway                          | Commodore 64                        |                          | Tiertex                         | Có     | Có     | Có     | Có     | [ 5 ]         |
| 1943: The Battle of Midway                          | Nintendo Entertainment System       |                          | Capcom                          | Có     | Có     | Có     | Có     | [ 5 ]         |
| 1943: The Battle of Midway                          | ZX Spectrum                         |                          | Tiertex                         | Có     | Có     | Có     | Có     | [ 5 ]         |
| 1944: The Loop Master                               | Arcade                              | 20 tháng 6 năm 2000      | Eighting                        | Có     | Có     |        |        | [ 6 ]         |
| 19XX: The War Against Destiny                       | Arcade                              | 12 tháng 7 năm 1995      | Capcom                          | Có     | Có     | Có     | Có     | [ 7 ]         |
| Ace Attorney Investigations: Miles Edgeworth        | Nintendo DS                         | 28 tháng 5 năm 2009      | Capcom                          | Có     | Có     | Có     | Có     | [ 8 ]         |
| Adventure Quiz: Capcom World                        | Arcade                              | 1989                     | Capcom                          | Có     |        |        |        | [ 9 ]         |
| Adventure Quiz: Capcom World 2                      | CPS Changer                         | 11 tháng 6 năm 1992      | Capcom                          | Có     |        |        |        | [ 10 ]        |
| Adventure Quiz 2: Hatena? no Daibouken              | Arcade                              | 28 tháng 2 năm 1990      | Capcom                          | Có     |        |        |        | [ 11 ]        |
| Adventures in the Magic Kingdom                     | Nintendo Entertainment System       | tháng 7 năm 1990         | Capcom                          |        | Có     | Có     | Có     | [ 12 ]        |
| Age of Booty                                        | PlayStation Network                 | 13 tháng 11 năm 2008     | Certain Affinity                | Có     | Có     | Có     | Có     | [ 13 ]        |
| Age of Booty                                        | Xbox Live Marketplace               | 15 tháng 10 năm 2008     | Certain Affinity                | Có     | Có     | Có     | Có     | [ 13 ]        |
| Airborne                                            | Pinball                             | 1996                     | Capcom                          |        | Có     | Có     |        | [ 14 ]        |
| Alien vs. Predator                                  | Arcade                              | 20 tháng 5 năm 1994      |                                 | Có     | Có     | Có     | Có     | [ 15 ]        |
| Apollo Justice: Ace Attorney                        | Nintendo DS                         | 12 tháng 4 năm 2007      | Capcom                          | Có     | Có     | Có     | Có     | [ 16 ]        |
| Are You Smarter Than a 5th Grader? 2009 Edition     | iOS                                 | 24 tháng 11 năm 2008     | Beeline Interactive, Inc.       |        | Có     | Có     |        | [ 17 ]        |
| Armored Warriors                                    | Arcade                              | tháng 10 năm 1994        | Capcom                          | Có     |        |        |        | [ 18 ]        |
| Arthur & Astrot NazoMakaimura: Incredible Toons     | PlayStation                         | 30 tháng 8 năm 1996      | Magical Formation               | Có     |        |        |        | [ 19 ]        |
| Arthur & Astrot NazoMakaimura: Incredible Toons     | Sega Saturn                         | 30 tháng 8 năm 1996      | Magical Formation               | Có     |        |        |        | [ 19 ]        |
| Ashita no Joe 2: The Anime Super Remix              | PlayStation 2                       | 2002                     | Capcom                          | Có     |        |        |        | [ 20 ]        |
| Asura's Wrath                                       | PlayStation 3                       | 21 tháng 2 năm 2012      | CyberConnect2                   | Có     | Có     | Có     | Có     | [ 21 ]        |
| Asura's Wrath                                       | Xbox 360                            | 21 tháng 2 năm 2012      | CyberConnect2                   | Có     | Có     | Có     | Có     | [ 21 ]        |
| Ataxx                                               | Arcade                              | tháng 5 năm 1991         | Capcom                          | Có     | Có     | Có     | Có     | [ 22 ]        |
| Auto Modellista                                     | Nintendo GameCube                   | 3 tháng 7 năm 2003       | Capcom                          | Có     | Có     |        |        | [ 23 ]        |
| Auto Modellista                                     | PlayStation 2                       | 22 tháng 8 năm 2002      | Capcom                          | Có     | Có     | Có     | Có     | [ 23 ]        |
| Auto Modellista                                     | Xbox                                | 20 tháng 1 năm 2004      | Capcom                          | Có     | Có     |        |        | [ 23 ]        |
| Avengers                                            | Arcade                              | tháng 1 năm 1987         | Capcom                          | Có     | Có     | Có     | Có     | [ 24 ]        |
| Battle Circuit                                      | Arcade                              | tháng 3 năm 1997         | Capcom                          | Có     | Có     | Có     | Có     | [ 25 ]        |
| Beat Down: Fists of Vengeance                       | PlayStation 2                       | 23 tháng 8 năm 2005      | Cavia                           | Có     | Có     | Có     |        | [ 26 ]        |
| Beat Down: Fists of Vengeance                       | Xbox                                | 23 tháng 8 năm 2005      | Cavia                           | Có     | Có     | Có     |        | [ 26 ]        |
| Big Bang Bar                                        | Pinball                             | 1996                     | Capcom                          |        | Có     |        |        | [ 27 ]        |
| Biohazard 7: Resident Evil Cloud Version            | Nintendo Switch                     | 24 tháng 5 năm 2018      | Capcom                          | Có     |        |        |        | [ 28 ]        |
| Biohazard – Code: Veronica Complete                 | Dreamcast                           | 22 tháng 3 năm 2001      | Capcom                          | Có     |        |        |        | [ 29 ]        |
| Bionic Commando (arcade)                            | Amiga                               | March 1987               | Software Creations              | Có     | Có     |        |        | [ 30 ]        |
| Bionic Commando (arcade)                            | Atari ST                            | March 1987               | Software Creations              | Có     | Có     |        |        | [ 30 ]        |
| Bionic Commando (arcade)                            | Arcade                              | March 1987               | Capcom                          | Có     | Có     |        |        | [ 30 ]        |
| Bionic Commando (arcade)                            | Commodore 64                        | March 1987               | Pacific Dataworks International | Có     | Có     |        |        | [ 30 ]        |
| Bionic Commando (arcade)                            | DOS                                 | March 1987               | Pacific Dataworks International | Có     | Có     |        |        | [ 30 ]        |
| Bionic Commando (arcade)                            | ZX Spectrum                         | March 1987               | Software Creations              | Có     | Có     |        |        | [ 30 ]        |
| Bionic Commando (NES video game)                    | Nintendo Entertainment System       | 20 tháng 7 năm 1988      | Capcom                          | Có     | Có     | Có     |        | [ 31 ]        |
| Bionic Commando (Game Boy)                          | Game Boy                            | 24 tháng 7 năm 1992      | Minakuchi Engineering           | Có     | Có     | Có     |        | [ 32 ]        |
| Bionic Commando (2009 video game)                   | PlayStation 3                       | 19 tháng 5 năm 2009      | Grin                            | Có     | Có     | Có     |        | [ 33 ]        |
| Bionic Commando (2009 video game)                   | Xbox 360                            | 19 tháng 5 năm 2009      | Grin                            | Có     | Có     | Có     |        | [ 33 ]        |
| Bionic Commando (2009 video game)                   | Microsoft Windows                   | 17 tháng 7 năm 2009      | Grin                            | Có     | Có     | Có     |        | [ 33 ]        |
| Bionic Commando Rearmed                             | PlayStation Network                 | 13 tháng 8 năm 2008      | Grin                            | Có     | Có     | Có     |        | [ 34 ]        |
| Bionic Commando Rearmed                             | Xbox Live Marketplace               | 13 tháng 8 năm 2008      | Grin                            | Có     | Có     | Có     |        | [ 34 ]        |
| Bionic Commando Rearmed                             | Microsoft Windows                   | 14 tháng 8 năm 2008      | Grin                            | Có     | Có     | Có     |        | [ 34 ]        |
| Bionic Commando Rearmed 2                           | PlayStation Network                 | 1 tháng 2 năm 2011       | Fatshark                        | Có     | Có     | Có     |        | [ 35 ]        |
| Bionic Commando Rearmed 2                           | Xbox Live Marketplace               | 2 tháng 2 năm 2011       | Fatshark                        | Có     | Có     | Có     |        | [ 35 ]        |
| Black Tiger                                         | Amiga                               | tháng 8 năm 1987         |                                 | Có     | Có     | Có     | Có     | [ 36 ]        |
| Black Tiger                                         | Amstrad CPC                         | tháng 8 năm 1987         | Tiertex                         | Có     | Có     | Có     | Có     | [ 36 ]        |
| Black Tiger                                         | Atari ST                            | tháng 8 năm 1987         |                                 | Có     | Có     | Có     | Có     | [ 36 ]        |
| Black Tiger                                         | Arcade                              | tháng 8 năm 1987         | Capcom                          | Có     | Có     | Có     | Có     | [ 36 ]        |
| Black Tiger                                         | Commodore 64                        | tháng 8 năm 1987         |                                 | Có     | Có     | Có     | Có     | [ 36 ]        |
| Black Tiger                                         | ZX Spectrum                         | tháng 8 năm 1987         | Tiertex                         | Có     | Có     | Có     | Có     | [ 36 ]        |
| Block Block                                         | Arcade                              | 10 tháng 9 năm 1991      | Capcom                          | Có     | Có     |        |        | [ 37 ]        |
| Black Command                                       | iOS and Android                     | 26 tháng 9 năm 2018      | Capcom                          | Có     | Có     | Có     | Có     | [ 38 ] [ 39 ] |
| Bombastic                                           | PlayStation 2                       | 27 tháng 8 năm 2003      | Shift                           |        | Có     | Có     |        | [ 40 ]        |
| BombLink                                            | iOS                                 | 5 tháng 10 năm 2009      | Capcom                          | Có     | Có     | Có     | Có     | [ 41 ]        |
| Bonkers                                             | Super Nintendo Entertainment System | 15 tháng 12 năm 1994     | Capcom                          | Có     | Có     |        |        | [ 42 ]        |
| Bounty Hunter Sara: Holy Mountain no Teiou          | Dreamcast                           | 2001                     | Flagship                        | Có     |        |        |        | [ 43 ]        |
| Bounty Hunter Sara: Holy Mountain no Teiou          | PlayStation                         | 2001                     | Flagship                        | Có     |        |        |        | [ 43 ]        |
| BreakShot                                           | Pinball                             | 1996                     | Capcom                          |        | Có     | Có     |        | [ 44 ]        |
| Breath of Fire                                      | Super Nintendo Entertainment System | 3 tháng 4 năm 1993       | Capcom                          | Có     | Có     | Có     | Có     | [ 45 ]        |
| Breath of Fire                                      | Game Boy Advance                    | 6 tháng 7 năm 2001       | Capcom                          | Có     | Có     | Có     |        | [ 46 ]        |
| Breath of Fire                                      | Virtual Console                     | 20 tháng 10 năm 2016     | Capcom                          |        | Có     |        |        | [ 47 ]        |
| Breath of Fire II                                   | Super Nintendo Entertainment System | 2 tháng 12 năm 1994      | Capcom                          | Có     | Có     | Có     |        | [ 48 ]        |
| Breath of Fire II                                   | Game Boy Advance                    | 21 tháng 12 năm 2001     | Capcom                          | Có     | Có     | Có     |        | [ 49 ]        |
| Breath of Fire III                                  | PlayStation                         | 11 tháng 9 năm 1997      | Capcom                          | Có     | Có     | Có     |        | [ 50 ]        |
| Breath of Fire III                                  | PlayStation Portable                | 3 tháng 8 năm 2005       | Capcom                          | Có     | Có     | Có     |        | [ 51 ]        |
| Breath of Fire IV                                   | PlayStation                         | 27 tháng 4 năm 2000      | Capcom                          | Có     | Có     | Có     |        | [ 52 ]        |
| Breath of Fire IV                                   | Microsoft Windows                   | 30 tháng 5 năm 2003      | Capcom                          | Có     |        | Có     |        | [ 53 ]        |
| Breath of Fire 6                                    | Microsoft Windows                   | 24 tháng 2 năm 2016      | Capcom                          | Có     |        |        |        | [ 54 ]        |
| Breath of Fire 6                                    | Android                             | 24 tháng 2 năm 2016      | Capcom                          | Có     |        |        |        | [ 54 ]        |
| Breath of Fire 6                                    | iOS                                 | 12 tháng 7 năm 2016      | Capcom                          | Có     |        |        |        | [ 55 ]        |
| Breath of Fire: Dragon Quarter                      | PlayStation 2                       | 14 tháng 11 năm 2002     | Capcom                          | Có     | Có     | Có     |        | [ 56 ]        |
| Buster Bros.                                        | Arcade                              | 1989                     | Mitchell                        |        | Có     |        |        | [ 57 ]        |
| Buster Bros.                                        | TurboGrafx-CD                       | 1989                     | Mitchell                        |        | Có     |        |        | [ 57 ]        |
| Buster Bros. Collection                             | PlayStation                         | 26 tháng 5 năm 1997      | Mitchell                        |        | Có     |        |        | [ 58 ]        |
| Cabal                                               | Commodore 64                        | 1988                     | TAD Corporation                 | Có     | Có     | Có     |        | [ 59 ]        |
| Cabal                                               | DOS                                 | 1988                     | TAD Corporation                 | Có     | Có     | Có     |        | [ 59 ]        |
| Cadillacs and Dinosaurs                             | Arcade                              | 1 tháng 2 năm 1993       | Capcom                          | Có     | Có     | Có     |        | [ 60 ]        |
| Cannon Spike                                        | Arcade                              | 2000                     | Psikyo                          | Có     |        |        |        | [ 61 ]        |
| Cannon Spike                                        | Dreamcast                           | 14 tháng 11 năm 2000     | Psikyo                          | Có     | Có     | Có     |        | [ 61 ]        |
| Capcom Arcade Cabinet                               | PlayStation 3                       | 19 tháng 2 năm 2013      | M2                              | Có     | Có     | Có     | Có     | [ 62 ]        |
| Capcom Arcade Cabinet                               | Xbox 360                            | 19 tháng 2 năm 2013      | M2                              | Có     | Có     | Có     | Có     | [ 62 ]        |
| Capcom Arcade Hits Volume 2                         | Microsoft Windows                   | 2003                     | Capcom                          |        | Có     | Có     |        | [ 63 ]        |
| Capcom Baseball - Suketto Gaijin Oo-Abare           | Arcade                              | tháng 10 năm 1989        | Capcom                          | Có     |        |        |        | [ 64 ]        |
| Capcom Beat ‘Em Up Bundle                           | Nintendo Switch                     | 18 tháng 9 năm 2018      | Capcom                          | Có     | Có     | Có     | Có     | [ 65 ]        |
| Capcom Beat ‘Em Up Bundle                           | PlayStation 4                       | 18 tháng 9 năm 2018      | Capcom                          | Có     | Có     | Có     | Có     | [ 65 ]        |
| Capcom Beat ‘Em Up Bundle                           | Xbox One                            | 18 tháng 9 năm 2018      | Capcom                          | Có     | Có     | Có     | Có     | [ 65 ]        |
| Capcom Beat ‘Em Up Bundle                           | Microsoft Windows                   | 10 tháng 10 năm 2018     | Capcom                          | Có     | Có     | Có     | Có     | [ 65 ]        |
| Capcom Bowling                                      | Arcade                              | tháng 8 năm 1988         | Capcom                          |        | Có     |        |        | [ 66 ]        |
| Capcom Classics Collection                          | PlayStation 2                       | 27 tháng 9 năm 2005      | Capcom                          | Có     | Có     |        |        | [ 67 ]        |
| Capcom Classics Collection                          | Xbox                                | 27 tháng 9 năm 2005      | Capcom                          |        | Có     |        |        | [ 68 ]        |
| Capcom Classics Collection Reloaded                 | PlayStation Portable                | 22 tháng 3 năm 2006      | Capcom                          | Có     | Có     |        |        | [ 69 ]        |
| Capcom Classics Collection Remixed                  | PlayStation Portable                | 24 tháng 10 năm 2006     | Capcom                          | Có     |        |        |        | [ 70 ]        |
| Capcom Classics Collection Vol. 2                   | PlayStation 2                       | 14 tháng 11 năm 2006     | Capcom                          |        | Có     |        |        | [ 71 ]        |
| Capcom Classics Collection Vol. 2                   | Xbox                                | 14 tháng 11 năm 2006     | Capcom                          |        | Có     |        |        | [ 71 ]        |
| Capcom Classics Mini-Mix                            | Game Boy Advance                    | 27 tháng 9 năm 2005      | Sensory Sweep Studios           | Có     | Có     |        |        | [ 72 ]        |
| Capcom Fighting Evolution                           | Arcade                              | tháng 10 năm 2004        | Capcom                          | Có     |        |        |        | [ 73 ]        |
| Capcom Fighting Evolution                           | PlayStation 2                       | 16 tháng 11 năm 2004     | Capcom                          | Có     | Có     | Có     |        | [ 73 ]        |
| Capcom Fighting Evolution                           | Xbox                                | 14 tháng 6 năm 2005      | Capcom                          | Có     | Có     | Có     |        | [ 73 ]        |
| Capcom Fighting Evolution                           | PlayStation Network                 | 19 tháng 12 năm 2012     | Capcom                          | Có     | Có     |        |        | [ 73 ]        |
| Capcom Generation 1                                 | Sega Saturn                         | 1998                     | Capcom                          | Có     |        |        |        | [ 74 ]        |
| Capcom Generation 1                                 | PlayStation                         | 1998                     | Capcom                          | Có     |        | Có     |        | [ 74 ]        |
| Capcom Generation 2                                 | Sega Saturn                         | 1998                     | Capcom                          | Có     |        |        |        | [ 74 ]        |
| Capcom Generation 2                                 | PlayStation                         | 1998                     | Capcom                          | Có     |        | Có     |        | [ 74 ]        |
| Capcom Generation 3                                 | Sega Saturn                         | 1998                     | Capcom                          | Có     |        |        |        | [ 74 ]        |
| Capcom Generation 3                                 | PlayStation                         | 1998                     | Capcom                          | Có     |        | Có     |        | [ 74 ]        |
| Capcom Generation 4                                 | Sega Saturn                         | 1998                     | Capcom                          | Có     |        |        |        | [ 74 ]        |
| Capcom Generation 4                                 | PlayStation                         | 1998                     | Capcom                          | Có     |        | Có     |        | [ 74 ]        |
| Capcom Generation 5                                 | Sega Saturn                         | 1998                     | Mitchell Corporation            | Có     |        |        |        | [ 74 ]        |
| Capcom Generation 5                                 | PlayStation                         | 1998                     | Capcom                          | Có     | Có     | Có     |        | [ 74 ]        |
| Capcom Golf                                         | Arcade                              | tháng 3 năm 1991         | Capcom                          | Có     | Có     | Có     |        | [ 75 ]        |
| Capcom no Quiz: Tonosama no Yabou                   | Arcade                              | tháng 1 năm 1991         | Capcom                          | Có     |        |        |        | [ 76 ]        |
| Capcom no Quiz: Tonosama no Yabou                   | Sega Mega-CD                        | tháng 1 năm 1991         | Capcom                          | Có     |        |        |        | [ 76 ]        |
| Capcom Puzzle World                                 | PlayStation Portable                | 6 tháng 2 năm 2007       | Sensory Sweep Studios           |        | Có     | Có     | Có     | [ 77 ]        |
| Capcom Quiz: Hatena? no Daibouken                   | Game Boy                            | 21 tháng 12 năm 1990     | Capcom                          | Có     |        |        |        | [ 78 ]        |
| Capcom Sports Club                                  | Arcade                              | 1997                     | Capcom                          | Có     | Có     | Có     | Có     | [ 79 ]        |
| Capcom Taisen Fan Disc                              | Dreamcast                           |                          |                                 | Có     |        |        |        | [ 80 ]        |
| Capcom vs. SNK 2                                    | Arcade                              | 1 tháng 8 năm 2001       | Capcom                          | Có     | Có     |        |        | [ 81 ]        |
| Capcom vs. SNK 2 EO                                 | Nintendo GameCube                   | 4 tháng 7 năm 2002       | Capcom                          | Có     | Có     | Có     | Có     | [ 82 ]        |
| Capcom vs. SNK 2 EO                                 | Xbox                                | 16 tháng 1 năm 2003      | Capcom                          | Có     | Có     | Có     | Có     | [ 83 ]        |
| Capcom vs. SNK 2: Mark of the Millennium            | PlayStation 2                       | 13 tháng 9 năm 2001      | Capcom                          | Có     | Có     | Có     | Có     | [ 84 ]        |
| Capcom vs. SNK 2: Mark of the Millennium            | PlayStation Network                 | 19 tháng 9 năm 2012      | Capcom                          | Có     | Có     | Có     | Có     | [ 84 ]        |
| Capcom vs. SNK 2: Millionaire Fighting 2001         | Dreamcast                           | 13 tháng 9 năm 2001      | Capcom                          | Có     |        |        |        | [ 84 ]        |
| Capcom vs. SNK Pro                                  | PlayStation                         | 18 tháng 4 năm 2002      | Capcom                          | Có     | Có     | Có     |        | [ 84 ]        |
| Capcom vs. SNK: Millennium Fight 2000               | Arcade                              | 2000                     | Capcom                          | Có     | Có     | Có     |        | [ 85 ]        |
| Capcom vs. SNK: Millennium Fight 2000               | Dreamcast                           | 6 tháng 9 năm 2000       | Capcom                          | Có     | Có     | Có     |        | [ 85 ]        |
| Capcom vs. SNK: Millennium Fight 2000 Pro           | Dreamcast                           | 14 tháng 6 năm 2001      | Capcom                          | Có     |        |        |        | [ 85 ]        |
| Capcom's MVP Football                               | Super Nintendo Entertainment System | tháng 10 năm 1993        | Equilibrium                     |        | Có     |        |        | [ 86 ]        |
| Capcom's Soccer Shootout                            | Super Nintendo Entertainment System | 1 tháng 5 năm 1994       | A-Max                           | Có     |        |        |        | [ 87 ]        |
| Captain Commando                                    | Arcade                              | 28 tháng 9 năm 1991      | Capcom                          | Có     | Có     | Có     |        | [ 88 ]        |
| Captain Commando                                    | CPS Changer                         | tháng 11 năm 1991        | Capcom                          | Có     | Có     | Có     |        | [ 88 ]        |
| Captain Commando                                    | Super Nintendo Entertainment System | 1995                     | Capcom                          | Có     | Có     | Có     |        | [ 88 ]        |
| Captain Commando                                    | PlayStation                         | 2006                     | Capcom                          | Có     | Có     | Có     |        | [ 88 ]        |
| Captain Commando                                    | Xbox                                | 2006                     | Capcom                          | Có     | Có     | Có     |        | [ 88 ]        |
| Captain Commando                                    | PlayStation Portable                | 2006                     | Capcom                          | Có     | Có     | Có     |        | [ 88 ]        |
| Carrier Air Wing                                    | Arcade                              | 9 tháng 10 năm 1990      | Capcom                          | Có     | Có     | Có     | Có     | [ 89 ]        |
| Cash Cab                                            | iOS                                 | 5 tháng 12 năm 2009      | Capcom                          |        | Có     | Có     | Có     | [ 90 ]        |
| Catan                                               | PlayStation 2                       | 2002                     | Capcom                          | Có     | Có     | Có     | Có     | [ 91 ]        |
| Chaos Legion                                        | PlayStation 2                       | 6 tháng 3 năm 2003       | Capcom                          | Có     | Có     | Có     |        | [ 92 ]        |
| Chaos Legion                                        | Microsoft Windows                   | 14 tháng 11 năm 2003     | Capcom                          |        | Có     | Có     |        | [ 92 ]        |
| Cherry Tree High Comedy Club                        | Microsoft Windows                   | 20 tháng 6 năm 2010      | 773                             | Có     | Có     | Có     | Có     | [ 93 ]        |
| Chip 'n Dale Rescue Rangers                         | Nintendo Entertainment System       | 8 tháng 6 năm 1990       | Capcom                          | Có     | Có     | Có     |        | [ 94 ]        |
| Chip 'n Dale Rescue Rangers 2                       | Nintendo Entertainment System       | 10 tháng 12 năm 1993     | Make Software                   | Có     | Có     | Có     |        | [ 95 ]        |
| Choko                                               | Arcade                              | 1986                     | Solid Image Ltd                 | Có     | Có     | Có     | Có     | [ 96 ]        |
| Clock Tower 3                                       | PlayStation 2                       | 12 tháng 12 năm 2002     | Capcom/Sunsoft                  | Có     | Có     | Có     | Có     | [ 97 ]        |
| Code Name: Viper                                    | Nintendo Entertainment System       | 23 tháng 2 năm 1990      | Arc System Works                | Có     | Có     | Có     |        | [ 98 ]        |
| Commando                                            | Amiga                               | tháng 5 năm 1985         | Elite Systems                   | Có     | Có     | Có     | Có     | [ 99 ]        |
| Commando                                            | Atari ST                            | tháng 5 năm 1985         | Elite Systems                   | Có     | Có     | Có     | Có     | [ 99 ]        |
| Commando                                            | Arcade                              | tháng 5 năm 1985         | Capcom                          | Có     | Có     | Có     | Có     | [ 99 ]        |
| Commando                                            | Commodore 64                        | tháng 5 năm 1985         | Elite Systems                   | Có     | Có     | Có     | Có     | [ 99 ]        |
| Commando                                            | Nintendo Entertainment System       | 27 tháng 9 năm 1986      | Capcom                          | Có     | Có     | Có     | Có     | [ 99 ]        |
| Commando                                            | ZX Spectrum                         | tháng 5 năm 1985         | Elite Systems                   | Có     | Có     | Có     | Có     | [ 99 ]        |
| Crimson Tears                                       | PlayStation 2                       | 22 tháng 4 năm 2004      | Spike/DreamFactory              | Có     | Có     | Có     |        | [ 100 ]       |
| Critical Bullet: 7th Target                         | PlayStation 2                       | 2002                     | Flagship                        | Có     |        |        |        | [ 101 ]       |
| Cyberbots: Full Metal Madness                       | Arcade                              | 20 tháng 4 năm 1995      | Capcom                          | Có     |        |        |        | [ 102 ]       |
| Cyberbots: Full Metal Madness                       | Sega Saturn                         | 28 tháng 3 năm 1997      | Capcom                          | Có     |        |        |        | [ 102 ]       |
| Cyberbots: Full Metal Madness                       | PlayStation                         | 25 tháng 12 năm 1997     | Capcom                          | Có     |        |        |        | [ 102 ]       |
| Dai Gyakuten Saiban: Naruhodō Ryūnosuke no Bōken    | Nintendo 3DS                        | 9 tháng 7 năm 2015       | Capcom                          | Có     |        |        |        | [ 103 ]       |
| Darkstalkers: The Night Warriors                    | Arcade                              | 30 tháng 6 năm 1994      | Capcom                          | Có     | Có     | Có     |        | [ 104 ]       |
| Darkstalkers: The Night Warriors                    | PlayStation                         | 22 tháng 3 năm 1996      | Capcom                          | Có     | Có     | Có     |        | [ 104 ]       |
| Darkstalkers: The Night Warriors                    | PlayStation 2                       | 19 tháng 5 năm 2005      | Capcom                          | Có     |        |        |        | [ 104 ]       |
| Darkstalkers: The Night Warriors                    | PlayStation Network                 | 29 tháng 11 năm 2011     | Capcom                          |        | Có     |        |        | [ 104 ]       |
| Darkstalkers 3                                      | Arcade                              | tháng 5 năm 1997         | Capcom                          | Có     | Có     |        |        | [ 105 ]       |
| Darkstalkers 3                                      | Sega Saturn                         | 16 tháng 4 năm 1998      | Capcom                          | Có     |        |        |        | [ 105 ]       |
| Darkstalkers 3                                      | PlayStation                         | 5 tháng 11 năm 1998      | Capcom                          | Có     | Có     | Có     |        | [ 105 ]       |
| Darkstalkers 3                                      | PlayStation 2                       | 19 tháng 5 năm 2005      | Capcom                          | Có     |        |        |        | [ 105 ]       |
| Darkstalkers 3                                      | PlayStation 3                       | 24 tháng 4 năm 2012      | Capcom                          | Có     | Có     | Có     | Có     | [ 105 ]       |
| Darkstalkers 3                                      | PlayStation Vita                    | 24 tháng 4 năm 2012      | Capcom                          | Có     | Có     | Có     | Có     | [ 105 ]       |
| Darkstalkers 3                                      | PlayStation Network                 | 24 tháng 4 năm 2012      | Capcom                          | Có     | Có     | Có     | Có     | [ 105 ]       |
| Darkstalkers Chronicle: The Chaos Tower             | PlayStation Portable                | 12 tháng 12 năm 2004     | Capcom                          | Có     | Có     | Có     |        | [ 106 ]       |
| Darkstalkers Resurrection                           | PlayStation Network                 | 12 tháng 3 năm 2013      | Iron Galaxy Studios             | Có     | Có     | Có     |        | [ 107 ]       |
| Darkstalkers Resurrection                           | Xbox Live Marketplace               | 13 tháng 3 năm 2013      | Iron Galaxy Studios             | Có     | Có     | Có     |        | [ 107 ]       |
| Dark Void                                           | PlayStation 3                       | 19 tháng 1 năm 2010      | Airtight Games                  |        | Có     | Có     | Có     | [ 108 ]       |
| Dark Void                                           | Microsoft Windows                   | 19 tháng 1 năm 2010      | Airtight Games                  |        | Có     | Có     | Có     | [ 108 ]       |
| Dark Void                                           | Xbox 360                            | 19 tháng 1 năm 2010      | Airtight Games                  |        | Có     | Có     | Có     | [ 108 ]       |
| Dark Void Zero                                      | Nintendo DSi                        | 18 tháng 1 năm 2010      | Other Ocean Interactive         |        | Có     | Có     |        | [ 109 ]       |
| Dark Void Zero                                      | iOS                                 | 12 tháng 4 năm 2010      | Other Ocean Interactive         |        | Có     | Có     |        | [ 109 ]       |
| Dark Void Zero                                      | Microsoft Windows                   | 12 tháng 4 năm 2010      | Other Ocean Interactive         |        | Có     | Có     |        | [ 110 ]       |
| Darkwatch                                           | PlayStation 2                       | 16 tháng 8 năm 2005      | High Moon Studios               |        | Có     | Có     |        | [ 111 ]       |
| Darkwatch                                           | Xbox                                | 16 tháng 8 năm 2005      | High Moon Studios               |        | Có     | Có     |        | [ 111 ]       |
| Darkwing Duck                                       | Nintendo Entertainment System       | tháng 6 năm 1992         | Capcom                          |        | Có     | Có     |        | [ 112 ]       |
| Darkwing Duck                                       | Game Boy                            | 1993                     | Capcom                          |        | Có     |        |        | [ 113 ]       |
| Dead Phoenix                                        | Nintendo GameCube                   | Cancelled                | Capcom                          |        |        |        |        | [ 114 ]       |
| Dead Rising                                         | Xbox 360                            | 8 tháng 8 năm 2006       | Capcom                          | Có     | Có     | Có     | Có     | [ 115 ]       |
| Dead Rising                                         | Xbox One                            | 13 tháng 9 năm 2016      | Capcom                          | Có     | Có     | Có     | Có     | [ 116 ]       |
| Dead Rising                                         | Microsoft Windows                   | 13 tháng 9 năm 2016      | Capcom                          | Có     | Có     | Có     | Có     | [ 116 ]       |
| Dead Rising                                         | PlayStation 4                       | 13 tháng 9 năm 2016      | Capcom                          | Có     | Có     | Có     | Có     | [ 116 ]       |
| Dead Rising 2                                       | PlayStation 3                       | 24 tháng 9 năm 2010      | Blue Castle Games               | Có     | Có     | Có     | Có     | [ 117 ]       |
| Dead Rising 2                                       | Xbox 360                            | 24 tháng 9 năm 2010      | Blue Castle Games               | Có     | Có     | Có     | Có     | [ 117 ]       |
| Dead Rising 2                                       | Microsoft Windows                   | 28 tháng 9 năm 2010      | Blue Castle Games               | Có     | Có     | Có     | Có     | [ 117 ]       |
| Dead Rising 2                                       | PlayStation 4                       | 13 tháng 9 năm 2016      | Blue Castle Games               | Có     | Có     | Có     | Có     | [ 116 ]       |
| Dead Rising 2                                       | Xbox One                            | 13 tháng 9 năm 2016      | Blue Castle Games               | Có     | Có     | Có     | Có     | [ 116 ]       |
| Dead Rising 2: Case West                            | Xbox Live Marketplace               | 27 tháng 12 năm 2010     | Blue Castle Games               | Có     | Có     | Có     | Có     | [ 118 ]       |
| Dead Rising 2: Case Zero                            | Xbox Live Marketplace               | 31 tháng 8 năm 2010      | Blue Castle Games               | Có     | Có     | Có     | Có     | [ 119 ]       |
| Dead Rising 2: Off the Record                       | PlayStation 3                       | 11 tháng 10 năm 2011     | Capcom Vancouver                | Có     | Có     | Có     | Có     | [ 120 ]       |
| Dead Rising 2: Off the Record                       | Microsoft Windows                   | 11 tháng 10 năm 2011     | Capcom Vancouver                | Có     | Có     | Có     | Có     | [ 120 ]       |
| Dead Rising 2: Off the Record                       | Xbox 360                            | 11 tháng 10 năm 2011     | Capcom Vancouver                | Có     | Có     | Có     | Có     | [ 120 ]       |
| Dead Rising 2: Off the Record                       | PlayStation 4                       | 13 tháng 9 năm 2016      | Capcom Vancouver                | Có     | Có     | Có     | Có     | [ 116 ]       |
| Dead Rising 2: Off the Record                       | Xbox One                            | 13 tháng 9 năm 2016      | Capcom Vancouver                | Có     | Có     | Có     | Có     | [ 116 ]       |
| Dead Rising 3                                       | Xbox One                            | 22 tháng 11 năm 2013     | Capcom Vancouver                | Có     | Có     | Có     | Có     | [ 121 ]       |
| Dead Rising 3                                       | Microsoft Windows                   | 5 tháng 9 năm 2014       | Capcom Vancouver                | Có     | Có     | Có     | Có     | [ 121 ]       |
| Dead Rising 4                                       | Microsoft Windows                   | 6 tháng 12 năm 2016      | Capcom Vancouver                | Có     | Có     | Có     | Có     | [ 122 ]       |
| Dead Rising 4                                       | Xbox One                            | 6 tháng 12 năm 2016      | Capcom Vancouver                | Có     | Có     | Có     | Có     | [ 122 ]       |
| Dead Rising 4: Frank's Big Package                  | PlayStation 4                       | 5 tháng 12 năm 2017      | Capcom Vancouver                | Có     | Có     | Có     | Có     | [ 123 ]       |
| Dead Rising: Chop Till You Drop                     | Wii                                 | 19 tháng 2 năm 2009      | Tose                            | Có     | Có     | Có     | Có     | [ 124 ]       |
| Deep Down                                           | PlayStation 4                       | TBA                      | Capcom                          | Coming | Coming | Coming | Coming | [ 125 ]       |
| Demon's Crest                                       | Super Nintendo Entertainment System | 21 tháng 10 năm 1994     | Capcom                          | Có     | Có     | Có     | Có     | [ 126 ]       |
| Desperado                                           | Amstrad CPC                         | tháng 11 năm 1985        | Capcom                          | Có     | Có     | Có     | Có     | [ 127 ]       |
| Destiny of an Emperor                               | Nintendo Entertainment System       | 19 tháng 5 năm 1989      | Capcom                          | Có     | Có     |        |        | [ 128 ]       |
| Destiny of an Emperor II                            | Nintendo Entertainment System       | 5 tháng 4 năm 1991       | Capcom                          | Có     |        |        |        | [ 129 ]       |
| Devil May Cry                                       | PlayStation 2                       | 23 tháng 8 năm 2001      | Capcom                          | Có     | Có     | Có     | Có     | [ 130 ]       |
| Devil May Cry                                       | PlayStation 3                       | 22 tháng 3 năm 2012      | Capcom                          | Có     | Có     | Có     | Có     | [ 131 ]       |
| Devil May Cry                                       | Xbox 360                            | 22 tháng 3 năm 2012      | Capcom                          | Có     | Có     | Có     | Có     | [ 132 ]       |
| Devil May Cry                                       | Microsoft Windows                   | 13 tháng 3 năm 2018      | Capcom                          | Có     | Có     | Có     | Có     | [ 133 ]       |
| Devil May Cry                                       | PlayStation 4                       | 13 tháng 3 năm 2018      | Capcom                          | Có     | Có     | Có     | Có     | [ 134 ]       |
| Devil May Cry                                       | Xbox One                            | 13 tháng 3 năm 2018      | Capcom                          | Có     | Có     | Có     | Có     | [ 135 ]       |
| Devil May Cry                                       | Nintendo Switch                     | 25 tháng 6 năm 2019      | Capcom                          | Có     | Có     | Có     | Có     | [ 136 ]       |
| Devil May Cry 2                                     | PlayStation 2                       | 25 tháng 1 năm 2003      | Capcom                          | Có     | Có     | Có     | Có     | [ 137 ]       |
| Devil May Cry 2                                     | PlayStation 3                       | 22 tháng 3 năm 2012      | Capcom                          | Có     | Có     | Có     | Có     | [ 137 ]       |
| Devil May Cry 2                                     | Xbox 360                            | 22 tháng 3 năm 2012      | Capcom                          | Có     | Có     | Có     | Có     | [ 137 ]       |
| Devil May Cry 2                                     | Microsoft Windows                   | 13 tháng 3 năm 2018      | Capcom                          | Có     | Có     | Có     | Có     | [ 137 ]       |
| Devil May Cry 2                                     | PlayStation 4                       | 13 tháng 3 năm 2018      | Capcom                          | Có     | Có     | Có     | Có     | [ 137 ]       |
| Devil May Cry 2                                     | Xbox One                            | 13 tháng 3 năm 2018      | Capcom                          | Có     | Có     | Có     | Có     | [ 137 ]       |
| Devil May Cry 2                                     | Nintendo Switch                     | 19 tháng 9 năm 2019      | Capcom                          | Có     | Có     | Có     | Có     | [ 138 ]       |
| Devil May Cry 3: Dante's Awakening                  | PlayStation 2                       | 17 tháng 2 năm 2005      | Capcom                          | Có     | Có     | Có     | Có     | [ 139 ]       |
| Devil May Cry 3: Special Edition                    | PlayStation 2                       | 24 tháng 1 năm 2006      | Capcom                          | Có     | Có     | Có     | Có     | [ 140 ]       |
| Devil May Cry 3: Special Edition                    | Microsoft Windows                   | 28 tháng 6 năm 2006      | Capcom                          | Có     | Có     | Có     | Có     | [ 140 ]       |
| Devil May Cry 3: Special Edition                    | PlayStation 3                       | 22 tháng 3 năm 2012      | Capcom                          | Có     | Có     | Có     | Có     | [ 131 ]       |
| Devil May Cry 3: Special Edition                    | Xbox 360                            | 22 tháng 3 năm 2012      | Capcom                          | Có     | Có     | Có     | Có     | [ 132 ]       |
| Devil May Cry 3: Special Edition                    | PlayStation 4                       | 13 tháng 3 năm 2018      | Capcom                          | Có     | Có     | Có     | Có     | [ 134 ]       |
| Devil May Cry 3: Special Edition                    | Xbox One                            | 13 tháng 3 năm 2018      | Capcom                          | Có     | Có     | Có     | Có     | [ 135 ]       |
| Devil May Cry 3: Special Edition                    | Nintendo Switch                     | 20 tháng 2 năm 2020      | Capcom                          | Có     | Có     | Có     | Có     | [ 141 ]       |
| Devil May Cry 4                                     | PlayStation 3                       | 31 tháng 1 năm 2008      | Capcom                          | Có     | Có     | Có     | Có     | [ 142 ]       |
| Devil May Cry 4                                     | Xbox 360                            | 31 tháng 1 năm 2008      | Capcom                          | Có     | Có     | Có     | Có     | [ 142 ]       |
| Devil May Cry 4                                     | Microsoft Windows                   | 8 tháng 7 năm 2008       | Capcom                          | Có     | Có     | Có     | Có     | [ 143 ]       |
| Devil May Cry 4: Refrain                            | Android                             | 3 tháng 2 năm 2011       | Capcom                          | Có     | Có     | Có     | Có     | [ 144 ]       |
| Devil May Cry 4: Refrain                            | iOS                                 | 3 tháng 2 năm 2011       | Capcom                          | Có     | Có     | Có     | Có     | [ 144 ]       |
| Devil May Cry 4: Special Edition                    | PlayStation 4                       | 18 tháng 6 năm 2015      | Capcom                          | Có     | Có     | Có     | Có     | [ 145 ]       |
| Devil May Cry 4: Special Edition                    | Xbox One                            | 18 tháng 6 năm 2015      | Capcom                          | Có     | Có     | Có     | Có     | [ 145 ]       |
| Devil May Cry 4: Special Edition                    | Microsoft Windows                   | 23 tháng 6 năm 2015      | Capcom                          | Có     | Có     | Có     | Có     | [ 146 ]       |
| Devil May Cry 5                                     | Microsoft Windows                   | 8 tháng 3 năm 2019       | Capcom                          | Có     | Có     | Có     | Có     | [ 147 ]       |
| Devil May Cry 5                                     | PlayStation 4                       | 8 tháng 3 năm 2019       | Capcom                          | Có     | Có     | Có     | Có     | [ 147 ]       |
| Devil May Cry 5                                     | Xbox One                            | 8 tháng 3 năm 2019       | Capcom                          | Có     | Có     | Có     | Có     | [ 147 ]       |
| Devil May Cry: HD Collection                        | PlayStation 3                       | 22 tháng 3 năm 2012      | Capcom                          | Có     | Có     | Có     | Có     | [ 131 ]       |
| Devil May Cry: HD Collection                        | Xbox 360                            | 22 tháng 3 năm 2012      | Capcom                          | Có     | Có     | Có     | Có     | [ 132 ]       |
| Devil May Cry: HD Collection                        | Microsoft Windows                   | 13 tháng 3 năm 2018      | Capcom                          | Có     | Có     | Có     | Có     | [ 133 ]       |
| Devil May Cry: HD Collection                        | PlayStation 4                       | 13 tháng 3 năm 2018      | Capcom                          | Có     | Có     | Có     | Có     | [ 134 ]       |
| Devil May Cry: HD Collection                        | Xbox One                            | 13 tháng 3 năm 2018      | Capcom                          | Có     | Có     | Có     | Có     | [ 135 ]       |
| Dimahoo                                             | Arcade                              | 21 tháng 1 năm 2000      | 8ing/Raizing                    | Có     | Có     | Có     | Có     | [ 148 ]       |
| Dino Crisis                                         | PlayStation                         | 1 tháng 7 năm 1999       | Capcom                          | Có     | Có     | Có     |        | [ 149 ]       |
| Dino Crisis                                         | Dreamcast                           | 6 tháng 9 năm 2000       | Capcom                          | Có     | Có     | Có     |        | [ 149 ]       |
| Dino Crisis                                         | Microsoft Windows                   | 15 tháng 9 năm 2000      | Capcom                          |        | Có     | Có     |        | [ 149 ]       |
| Dino Crisis                                         | PlayStation Network                 | 2006                     | Capcom                          | Có     | Có     | Có     | Có     | [ 149 ]       |
| Dino Crisis 2                                       | PlayStation                         | 13 tháng 9 năm 2000      | Capcom                          | Có     | Có     | Có     |        | [ 150 ]       |
| Dino Crisis 2                                       | Microsoft Windows                   | 20 tháng 8 năm 2002      | Capcom                          |        | Có     | Có     |        | [ 150 ]       |
| Dino Crisis 2                                       | PlayStation Network                 | 2006                     | Capcom                          | Có     | Có     | Có     | Có     | [ 150 ]       |
| Dino Crisis 3                                       | Xbox                                | 26 tháng 6 năm 2003      | Capcom                          | Có     | Có     | Có     |        | [ 151 ]       |
| Dino Stalker                                        | PlayStation 2                       | 27 tháng 6 năm 2002      | Capcom                          | Có     | Có     | Có     |        | [ 152 ]       |
| Disney's Aladdin                                    | Super Nintendo Entertainment System | 21 tháng 11 năm 1993     | Capcom                          | Có     | Có     | Có     |        | [ 153 ]       |
| Disney's Aladdin                                    | Game Boy Advance                    | 1 tháng 8 năm 2003       | Capcom                          | Có     | Có     | Có     |        | [ 153 ]       |
| Disney's Hide and Sneak                             | Nintendo GameCube                   | 30 tháng 11 năm 2003     | Capcom                          | Có     | Có     | Có     |        | [ 154 ]       |
| Disney's Magical Mirror Starring Mickey Mouse       | Nintendo GameCube                   | 9 tháng 8 năm 2002       | Capcom                          | Có     | Có     | Có     |        | [ 155 ]       |
| Disney's Magical Quest Starring Mickey Mouse        | Game Boy Advance                    | 9 tháng 8 năm 2002       | Capcom                          | Có     | Có     | Có     |        | [ 155 ]       |
| Disney's Magical Quest Starring Mickey Mouse        | Super Nintendo Entertainment System | 20 tháng 11 năm 1992     | Capcom                          | Có     | Có     | Có     |        | [ 155 ]       |
| Disney's Magical Quest 2 Starring Mickey and Minnie | Super Nintendo Entertainment System | 11 tháng 11 năm 1994     | Capcom                          | Có     | Có     | Có     |        | [ 156 ]       |
| Disney's Magical Quest 2 Starring Mickey and Minnie | Sega Mega Drive/Genesis             | 6 tháng 12 năm 1994      | Capcom                          | Có     | Có     |        |        | [ 156 ]       |
| Disney's Magical Quest 2 Starring Mickey and Minnie | Game Boy Advance                    | 18 tháng 7 năm 2003      | Capcom                          | Có     | Có     | Có     |        | [ 156 ]       |
| Disney's Magical Quest 3 Starring Mickey & Donald   | Game Boy Advance                    | 21 tháng 11 năm 2003     | Capcom                          | Có     | Có     | Có     |        | [ 157 ]       |
| Disney's Magical Quest 3 Starring Mickey & Donald   | Super Nintendo Entertainment System | 8 tháng 12 năm 1995      | Capcom                          | Có     |        |        |        | [ 157 ]       |
| DmC: Devil May Cry                                  | PlayStation 3                       | 15 tháng 1 năm 2013      | Ninja Theory                    | Có     | Có     | Có     | Có     | [ 158 ]       |
| DmC: Devil May Cry                                  | Xbox 360                            | 15 tháng 1 năm 2013      | Ninja Theory                    | Có     | Có     | Có     | Có     | [ 158 ]       |
| DmC: Devil May Cry                                  | Microsoft Windows                   | 24 tháng 1 năm 2013      | Ninja Theory                    | Có     | Có     | Có     | Có     | [ 158 ]       |
| DmC: Devil May Cry                                  | PlayStation 4                       | 10 tháng 3 năm 2015      | Ninja Theory                    | Có     | Có     | Có     | Có     | [ 158 ]       |
| DmC: Devil May Cry                                  | Xbox One                            | 10 tháng 3 năm 2015      | Ninja Theory                    | Có     | Có     | Có     | Có     | [ 158 ]       |
| Dokaben                                             | Arcade                              | tháng 3 năm 1989         | Capcom                          | Có     |        |        |        | [ 159 ]       |
| Dokaben II                                          | Arcade                              | tháng 8 năm 1989         | Capcom                          | Có     |        |        |        | [ 160 ]       |
| Dragon's Dogma                                      | PlayStation 3                       | 22 tháng 5 năm 2012      | Capcom                          | Có     | Có     | Có     | Có     | [ 161 ]       |
| Dragon's Dogma                                      | Xbox 360                            | 22 tháng 5 năm 2012      | Capcom                          | Có     | Có     | Có     | Có     | [ 161 ]       |
| Dragon's Dogma                                      | Microsoft Windows                   | 15 tháng 1 năm 2016      | Capcom                          | Có     | Có     | Có     | Có     | [ 161 ]       |
| Dragon's Dogma                                      | PlayStation 4                       | ngày 3 tháng 10 năm 2017 | Capcom                          | Có     | Có     | Có     |        | [ 161 ]       |
| Dragon's Dogma                                      | Xbox One                            | ngày 3 tháng 10 năm 2017 | Capcom                          | Có     | Có     | Có     |        | [ 161 ]       |
| Dragon's Dogma: Dark Arisen                         | PlayStation 3                       | 23 tháng 4 năm 2013      | Capcom                          |        | Có     | Có     | Có     | [ 162 ]       |
| Dragon's Dogma: Dark Arisen                         | Xbox 360                            | 23 tháng 4 năm 2013      | Capcom                          |        | Có     | Có     | Có     | [ 162 ]       |
| DuckTales                                           | Game Boy                            | 14 tháng 9 năm 1989      | Capcom                          | Có     | Có     | Có     | Có     | [ 163 ]       |
| DuckTales                                           | Nintendo Entertainment System       | tháng 9 năm 1989         | Capcom                          | Có     | Có     | Có     |        | [ 163 ]       |
| DuckTales 2                                         | Game Boy                            | tháng 11 năm 1993        | Make Software                   | Có     | Có     | Có     |        | [ 164 ]       |
| DuckTales 2                                         | Nintendo Entertainment System       | 23 tháng 4 năm 1993      | Make Software                   | Có     | Có     |        |        | [ 164 ]       |
| DuckTales: Remastered                               | Nintendo eShop                      | 13 tháng 8 năm 2013      | WayForward Technologies         |        | Có     | Có     |        | [ 165 ]       |
| DuckTales: Remastered                               | Microsoft Windows                   | 13 tháng 8 năm 2013      | WayForward Technologies         |        | Có     | Có     |        | [ 165 ]       |
| DuckTales: Remastered                               | PlayStation Network                 | 13 tháng 8 năm 2013      | WayForward Technologies         |        | Có     | Có     |        | [ 165 ]       |
| DuckTales: Remastered                               | PlayStation 3                       | 20 tháng 8 năm 2013      | WayForward Technologies         |        | Có     |        |        | [ 165 ]       |
| DuckTales: Remastered                               | Xbox Live Marketplace               | 11 tháng 9 năm 2013      | WayForward Technologies         |        | Có     |        |        | [ 165 ]       |
| DuckTales: Remastered                               | iOS                                 | 2 tháng 4 năm 2015       | WayForward Technologies         | Có     | Có     | Có     | Có     | [ 165 ]       |
| DuckTales: Remastered                               | Android                             | 2 tháng 4 năm 2015       | WayForward Technologies         | Có     | Có     | Có     | Có     | [ 165 ]       |
| DuckTales: Remastered                               | Windows Phone                       | 2 tháng 4 năm 2015       | WayForward Technologies         | Có     | Có     | Có     | Có     | [ 165 ]       |
| Dungeons & Dragons Collection                       | Sega Saturn                         | 4 tháng 3 năm 1999       | Capcom                          | Có     |        |        |        | [ 166 ]       |
| Dungeons & Dragons: Chronicles of Mystara           | Arcade                              | 22 tháng 8 năm 2013      | Iron Galaxy Studios             |        | Có     | Có     | Có     | [ 167 ]       |
| Dungeons & Dragons: Chronicles of Mystara           | Nintendo eShop                      | 22 tháng 8 năm 2013      | Iron Galaxy Studios             |        | Có     | Có     | Có     | [ 167 ]       |
| Dungeons & Dragons: Chronicles of Mystara           | PlayStation Network                 | 22 tháng 8 năm 2013      | Iron Galaxy Studios             |        | Có     | Có     | Có     | [ 167 ]       |
| Dungeons & Dragons: Chronicles of Mystara           | Xbox Live Marketplace               | 22 tháng 8 năm 2013      | Iron Galaxy Studios             |        | Có     | Có     | Có     | [ 167 ]       |
| Dungeons & Dragons: Tower of Doom                   | Arcade                              | 13 tháng 1 năm 1994      | Capcom                          | Có     | Có     |        |        | [ 168 ]       |
| Dustforce                                           | PlayStation 3                       | 4 tháng 2 năm 2014       | Hitbox Team                     |        | Có     | Có     |        | [ 169 ]       |
| Dustforce                                           | PlayStation Vita                    | 4 tháng 2 năm 2014       | Hitbox Team                     |        | Có     | Có     |        | [ 169 ]       |
| Dustforce                                           | Xbox 360                            | 25 tháng 4 năm 2014      | Hitbox Team                     | Có     | Có     | Có     | Có     | [ 169 ]       |
| Dynasty Wars                                        | Arcade                              | tháng 4 năm 1989         | Capcom                          | Có     | Có     | Có     | Có     | [ 170 ]       |